# Дністрові зорі (фестиваль)
«Дністрові зорі» — український фестиваль української народної пісні, музики і танцю, започаткований 1969 року в місті Заліщики як районний фестиваль; з 2005 року — всеукраїнський; місія фестивалю — об’єднання покутської, буковинської та подільської культур. 

## Історія
Започаткований 1969 року як районний фестиваль у місті Заліщики. Співорганізатори — Т. Хмуріш і 3. Кравчук. За часів радянської окупації його проводили тричі: 1969, 1974 та 1981 років у Заліщиках. Після здобуття Україною незалежності вперше фестиваль провели 1993 року в місті Заставна Чернівецької області, один із його організаторів — місцевий культурний діяч Анатолій Волощук. Наступного 1994 року «Дністрові зорі» провели у місті Городенка Івано-Франківської області.
Надалі фестиваль проводили у Заліщиках (1996, 2002, 2005, 2006) та Заставній (2003). 11—12 червня 2005 року в Заліщиках фестиваль вперше пройшов у статусі всеукраїнського. Серед учасників — народні аматорські колективи пісні й танцю «Добровляни», «Дністер», «Гомін» (Львів), «Берегиня», «Усмішка» та інші. На фестивалі виступали колективи з Румунії, Польщі, Болгарії, Молдови.
Слова фестивальної пісні «Дністрові зорі» написав Г. Рибцуник, музику — І. Федірка.

## Місця проведення
- I фестиваль «Дністрові зорі» — 1969, Заліщики (Тернопільська область)
- II  фестиваль «Дністрові зорі» — 1974, Заліщики (Тернопільська область)
- III фестиваль «Дністрові зорі» — 1981, Заліщики (Тернопільська область)
- IV фестиваль «Дністрові зорі» — 1993, Заставна (Чернівецька область)
- V фестиваль «Дністрові зорі» — 10 травня 1994, Городенка (Івано-Франківська область)
- Фестиваль «Дністрові зорі» — 1996, Заліщики (Тернопільська область)
- IX фестиваль «Дністрові зорі» — 2002, Заліщики (Тернопільська область)
- X фестиваль «Дністрові зорі» — 2003, Заставна (Чернівецька область)
- XII фестиваль «Дністрові зорі» — 2005, Заліщики (Тернопільська область)
- XIII фестиваль «Дністрові зорі» — 2006, Заліщики (Тернопільська область)
- XV Міжрегіональний фестиваль «Дністрові зорі» – 2008, Заліщики (Тернопільська область)
- XVII Міжрегіональний фестиваль «Дністрові зорі» — 2010, Городенка (Івано-Франківська область)[1]
- XXII Міжрегіональний фестиваль «Дністрові зорі» — 2016, Заставна (Чернівецька область)[7]
- XXIII Міжрегіональний фестиваль «Дністрові зорі» — 2017, Городенка (Івано-Франківська область)[8]